# Спрінгфілд Тауншип (округ Юніон, Нью-Джерсі)
Спрінгфілд Тауншип (англ. Springfield Township) — селище (англ. township) в США, в окрузі Юніон штату Нью-Джерсі. Населення — 17 178 осіб (2020).

## Демографія
Згідно з переписом 2010 року, у селищі мешкало 15 817 осіб у 6511 домогосподарстві у складі 4267 родин. Було 6736 помешкань
Расовий склад населення:
| - 82,5 % — білих - 7,7 % — азіатів - 6,3 % — чорних або афроамериканців - 0,1 % — корінних американців - 1,8 % — осіб інших рас |

До двох чи більше рас належало 1,8 %. Частка іспаномовних становила 9,5 % від усіх жителів.
За віковим діапазоном населення розподілялося таким чином: 21,1 % — особи молодші 18 років, 61,4 % — особи у віці 18—64 років, 17,5 % — особи у віці 65 років та старші. Медіана віку мешканця становила 42,9 року. На 100 осіб жіночої статі у селищі припадало 88,8 чоловіків;  на 100 жінок у віці від 18 років та старших — 84,7 чоловіків також старших 18 років.
Середній дохід на одне домашнє господарство  становив 117 263 долари США (медіана — 99 211), а середній дохід на одну сім'ю — 139 012 долари (медіана — 121 453). Медіана доходів становила 79 142 долари для чоловіків та 60 621 долар для жінок. За межею бідності перебувало 4,8 % осіб, у тому числі 6,2 % дітей у віці до 18 років та 10,3 % осіб у віці 65 років та старших.
Цивільне працевлаштоване населення становило 9176 осіб. Основні галузі зайнятості: освіта, охорона здоров'я та соціальна допомога — 26,3 %, науковці, спеціалісти, менеджери — 16,7 %, фінанси, страхування та нерухомість — 12,9 %, роздрібна торгівля — 11,2 %.